# Ipala

Ipala é uma cidade da Guatemala do departamento de Chiquimula.